# Гермоген Московски
Патријарх Гермоген (рођ. Ермолај; око 1530, Казањ — 17 (27) фебруар 1612, Москва) — Патријарх московски и целе Русије (1606-1611, у заточеништву од 1 (11) маја), 1611), позната руска црквена јавна личност смутног времена. Канонизован од стране Руске православне цркве.
Православна црква прославља светомученика Ермогена: 17. фебруара (1. марта) у преступној години или 17. фебруар (2. март) у непреступној години – дан упокојења, као и 12 (25.) мај – прослављање као светитеља.

## Биографија
Рођен је око 1530. Порекло Гермогена остаје предмет расправе. Постоје мишљења да је из породице Шујских, или од Голициних, или да је скромног порекла. Можда потиче од донских козака. Још као тинејџер отишао је у Казањ и ушао у Спасо-Преображенски манастир, где је ојачала његова вера. Прве поуздане вести о Гермогену датирају из његове свештеничке службе у Казању крајем 1570-их. Осамдесетих година 15. века био је свештеник у Казању у Гостинодворској цркви Светог Николаја Чудотворца. Према речима савременика, свештеник Ермолај је и тада био „човек веома украшен мудрошћу, елегантан у поучавању књига и познат по чистоти свог живота“. 1579. године појавила се чудотворна Казанска икона Мајке Божије. Још као свештеник, по благослову тадашњег казанског епископа Јеремије, пренео је новопројављену икону са места проналаска у цркву Светог Николе. 1587. године, после смрти своје жене, чије име историја није сачувала, замонашио се у Чудовском манастиру у Москви.
13 (23) маја 1589. године посвећен је за епископа и постао први митрополит казански. 9 (19) јануара 1592. године свети Ермоген је послао писмо патријарху Јову, у коме је саопштио да у Казању нема посебног помена православним војницима који су положили животе за веру и отаџбину код Казања, и тражи да установити конкретан дан сећања на војнике. Истовремено је известио о тројици мученика који су пострадали у Казању за веру Христову, од којих је један био Рус, по имену Јован, ухваћен од Татара, а друга двојица, Стефан и Петар, преобраћени Татари. Светитељ је тражио дозволу да их укључи у сабор, читан у Недељу Православља, и да им пева у вечни спомен. Као одговор, Патријарх је послао указ од 25. фебруара, којим је наређено да „свим православним војницима погинулим код Казања и унутар Казања, у суботу после Покрова Пресвете Богородице служе помен у Казању и широм Казањске митрополије. да их уврсти у велики сабор, прочитан у Недељи Православља“. Наређено је да се три казанска мученика уврсте у исти саборник, а дан њиховог сећања поверено је да се утврди светом Гермогену. Светитељ је објавио патријаршијски указ за своју епархију, додајући да све цркве и манастири служе литургије и парастоси тројици казанских мученика и помене их на литијама и на литургијама 24. јануара у спомен. Свети Гермоген је остао чврст у поштовању црквених традиција и активно се укључио у христијанизацију казанских Татара. Практикована је и следећа мера: новокрштени народи су пресељени у руска насеља, изоловани од општења са муслиманима. У септембру 1592. године учествовао је у преносу моштију архиепископа Казанског Германа (Садирјева-Пољева) из Москве у Свијажски Успенски манастир.
Око 1594. године у Казању је подигнут камени храм на месту појаве Казанске иконе; затим је саставио „Приповедање и чудеса Пречисте Богородице, Чесно и преславно Јављање лика Њеног, такође у Казању“. У октобру 1595. године учествовао је у откривању моштију светих Гурија и Варсануфија, пронађених приликом реконструкције саборног храма у Казанском Спасо-Преображенском манастиру, и саставио њихова житија.
Митрополит Гермоген је био познат у Москви. Био је присутан приликом избора Бориса Годунова; учествовао у народној молитви код Бориса код Новодевичког манастира. Године 1595. отпутовао је у Углич да открије мошти апанаже угличког кнеза Романа Владимировича. Лажни Дмитриј га је уврстио у Бојарску думу као познату и утицајну личност. Али ту се Гермоген показао као противник Лажног Дмитрија: противио се избору Игњатија за патријарха и захтевао православно крштење Марине Мнишек. Лажни Дмитриј је наредио да га протерају у Казањ. Нису стигли да изврше наређење због убиства Лажног Дмитрија.

## Патријаршија
Избор патријарха у Русији био је препуштен искључиво нахођењу и вољи суверена, црквени сабор је само потврдио овај избор. Василиј Шујски, збацивши са власти Лажног Дмитрија, свргнуо је Игњатија, а на његово место поставио за патријарха свог присталицу Гермогена. Василиј Шујски је одлучио да Гермогена постави за патријарха као „непријатеља претходне власти“.
Гермоген је 3 (13) јула 1606. постао патријарх. Остао је присталица Василија Шујског у његовој борби против Лажног Дмитрија , подржавао га је у гушењу Болотњиковљевог устанка и противио се његовом свргавању.
Арсениј Еласонски је у својим мемоарима известио да је патријарх Гермоген, заједно са бојарима и становницима Москве, сковао заверу да збаци цара Василија Шујског, на чије место су хтели да поставе пољског кнеза Владислава за краља. Као резултат завере, они не само да су збацили Василија са царског престола, већ су га, противно жељи Василија Шујског, замонашили, затворивши га у манастир Чудов; Против своје воље, жена Василија Шујског, Марија, пострижена је у монаштво и затворена у манастир Јована Крститеља.
У Новон летопису свргавања Василија Шујског представљено је другачије. Према њему, Гермоген је био противник свргавања и присилног пострига Василија Шујског, а после Василијевог пострига наставио је да Шујског назива краљем, а Василија Тјуфјакина је назвао монахом (умро 1595.); овај други је, према Новом летописцу, изрекао монашки постриг за Василија Шујског.
Одлуку о започињању преговора са хетманом Жолкјевским о смештању Владислава у састав руског царства донела је бојарска дума уз учешће патријарха Гермогена, освећене храма и „целе земље“. Гермоген је поставио неопходан услов за приступање пољског католичког кнеза Владислава Сигисмундовича на његово усвајање православља. Међутим, не примајући православље, уз благослов и савет патријарха Гермогена, московска влада је, заједно са Московљанима, крајем августа 1610. изабрала пољског кнеза Владислава за цара Русије. По благослову и савету патријарха Гермогена и уз лично учешће патријарха и у његово име, житељи Москве су се 27. августа 1610. године заклели Владиславу и његовим потомцима; Патријарх Гермоген, заједно са епископима, бојарима, синклитом двора и свим народом Москве, послао је посланство пољском краљу Сигисмунду, на челу са митрополитом Филаретом (Романовим), са даровима и молбом – да пошаље свог сина Владислава. у Московско краљевство. Гермоген је остао против увођења пољског гарнизона у престоницу, окупио је у септембру 1610. године велики број племића и службеника; На састанку се расправљало о питању како прекршити заклетву (љубећи крст) дату Владиславу и одбити позив у Владиславово царство. Међутим, овај покушај је Мстиславски зауставио.
После заузимања Москве од стране пољских трупа, предводио је патриотски покрет, слао писма у Нижњи Новгород, Суздаљ, Владимир позивајући на устанак против интервенциониста (децембар 1610 – јануар 1611).
Краљ Жигмунд  није желео да одобри споразум који је закључио Жолкјевски, и није хтео да преда свог сина Владислава Московском царству, он је желео да сам буде руски цар, због чега су настали немири у Рјазању, Калуги и другим руским. градова. Док су московски бојари наставили да чекају Владиславов долазак у Московско царство, Прокопиј Љапунов и Иван Заруцки су се побунили и формирали прву народну милицију против Пољака који су се налазили у Москви. Причало се да се устанак градова догодио по савету патријарха Гермогена, али је сам патријарх то негирао. Устанак је угушен, а Гермоген је оптужен да је подстицао устанак и да је одговоран за масакре. Без Архијерејског сабора, Хермогену су бојари лишили чина патријарха, скинули су му владичанске одежде, и као прост монах, Гермоген је био затворен у Кремљу у тамници манастира Чудов. Уместо тога, бојари су извели бившег патријарха Игњатија из Чудовског манастира и поставили га на патријаршијски престо. На Светли понедељак 1611. године прва народна милиција се приближила Москви и започела опсаду Кремља, која је трајала неколико месеци. Опкољени Пољаци у Кремљу више пута су слали амбасадоре патријарху Гермогену тражећи да нареди руској милицији да се удаљи од града, претећи му смртном казном.
Већ из заточеништва, Гермоген је своју последњу поруку упутио руском народу, благосиљајући ослободилачки рат против освајача. 17. (27.) фебруара 1612. године, не дочекавши ослобођење Москве, умире. О узроку Гермогенове смрти износе се различита мишљења: „према сведочењу његових савременика, умро је од глади“, по другима је убијен. Сахрањен је у Саборном храму Архангела Михаила Чудовског манастира, а тело је 1652. године пренето у гробницу у Успенском сабору Кремља.